# Зонефелд
Зонефелд (на немски: Sonnefeld) е община в окръг Кобург в Горна Франкония, Бавария, Германия, с 4815 жители (2015). Намира се до южния Тюрингер Валд.